# 甲斐国の仏教
甲斐国の仏教（かいのくにのぶっきょう）では、甲斐国（山梨県）における仏教史の総説を記述する。

## 古代

### 甲斐国への仏教伝来と古代寺院の成立

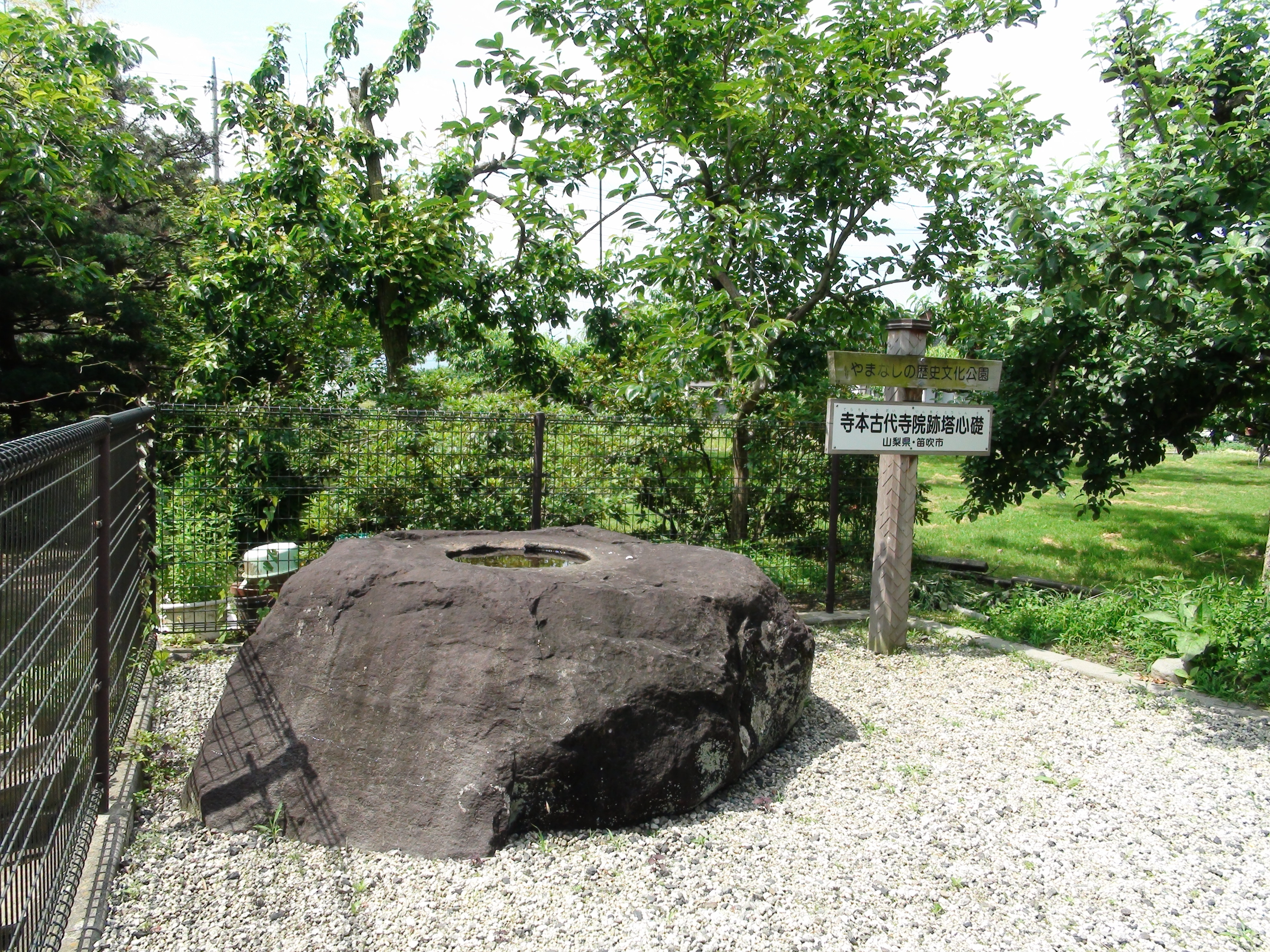
寺本古代寺院跡

日本列島には6世紀中頃に仏教が伝来するが、内陸部の甲斐国へは国家規模で寺院建立が奨励された古墳時代後期の7世紀後半頃に伝わり、この頃から仏教文化の影響が見られる。
甲府盆地では盆地南部の曽根丘陵地域において4世紀後半に甲斐銚子塚古墳を中心とするヤマト王権の影響を受けた前期古墳が立地し、5世紀には中道勢力が弱体化し盆地各地へ古墳の築造が拡散し、やがて仏教文化の伝来に伴い古墳の築造は見られなくなる。甲斐国へは朝鮮半島での百済・高句麗の滅亡に際して多くの渡来人が移住しているが、6世紀には盆地北縁地域を中心に横根・桜井積石塚古墳など渡来人系の墓制である積石塚や生産遺跡を築いた勢力が出現し、仏教文化との関わりが指摘されている。
甲斐国が成立した7世紀には盆地東部が政治的中心地となり、前期国府推定値である笛吹市春日居地域に甲斐国最古の古代寺院である寺本廃寺（寺本古代寺院）が出現する。寺本廃寺は法起寺式の伽藍配置で有力豪族の氏寺であると考えられている。また、国府周辺にあたる甲府市川田町に寺本廃寺へ瓦を供給した川田瓦窯跡があり、甲斐市天狗沢の天狗沢瓦窯跡からも供給先は不明であるものの同時期の古代瓦が出土している。

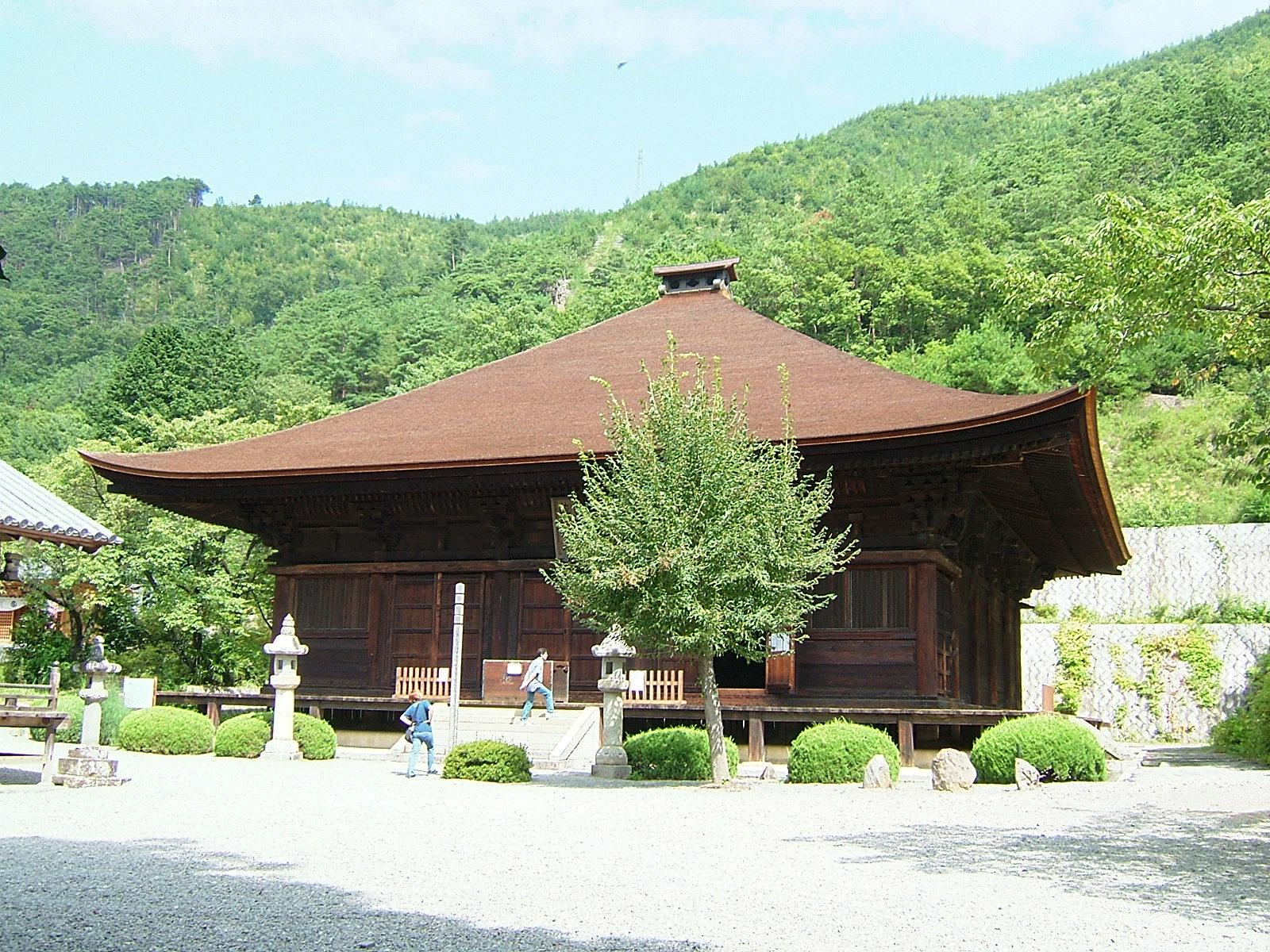
大善寺薬師堂

8世紀には741年（天平13年）に聖武天皇が国分寺・国分尼寺建立の詔を下し、甲斐国では笛吹市一宮地域に甲斐国分寺・国分尼寺が建立される。『甲斐国志』や『甲斐国社記・寺記』など近世に編纂された地誌類によれば奈良時代に創建された寺院が数多くあり、山梨郡の万福寺や三光寺（ともに甲州市勝沼地域）、八代郡の瑜伽寺（笛吹市八代地域）など盆地東部の国衙・国府周辺地を中心に分布する。中でも甲州市勝沼地域の大善寺は古代豪族の三枝氏が建立した氏寺で、柏尾山経塚から出土した平安時代の康和5年（1103年）在銘経筒にも見られる。この頃の仏教は現世利益をもたらす薬師如来や観音菩薩への信仰が盛んであり、薬師如来を本尊とする大善寺でも薬師悔過の修法が行われていたという。
甲斐国初期の仏教文化を示す遺物として、甲府市横根町の東畑遺跡から出土した8世紀初頭の製作と考えられており県内最古の仏像である金銅仏（観音菩薩立像）をはじめ瑜伽寺の塑像片、三光寺に伝来する磬（打楽器）などのほか、甲斐市の松ノ尾遺跡から出土した蓮華座は観音菩薩像の台座と考えられている。7-8世紀代の古代寺院は現在のところ寺本廃寺や甲斐国分寺・国分尼寺のみであるが、これらの仏教遺物や瓦窯跡の存在から未発見の古代寺院が想定されている。

### 天台・真言密教の影響と山岳信仰
平安時代中期の9世紀には、入唐僧である空海・最澄により真言宗・天台宗の両派が新しい仏教として密教を導入する。天台宗は東国出身の円仁の活躍もあり早くから東国へも伝播し、甲斐国では市河荘（西八代郡市川三郷町）を中心とする荘園）において成立した平塩寺（現在は廃寺）が天台勢力の拠点寺院となったほか大善寺や円楽寺、岩殿山円通寺（大月市）などの天台寺院が成立したが、平安後期には真言勢力に押されて後退する。
一方の真言宗は天台宗より送れて伝播し、空海書簡によれば空海は812年（弘仁3年3月）が甲斐国司の藤原真川に対し密教教典の写経を依頼し弟子を派遣している。また、同年には都の高雄寺（神護寺）において金剛界・胎蔵界の灌頂が行われているが、胎蔵界受法者の記録には甲斐国出身で永禅寺（法善寺）を創建した神徳の名があり、甲斐国では弘法大師開創伝承を持つ寺院や、平安後期に天台寺院から転宗した寺院も多い。

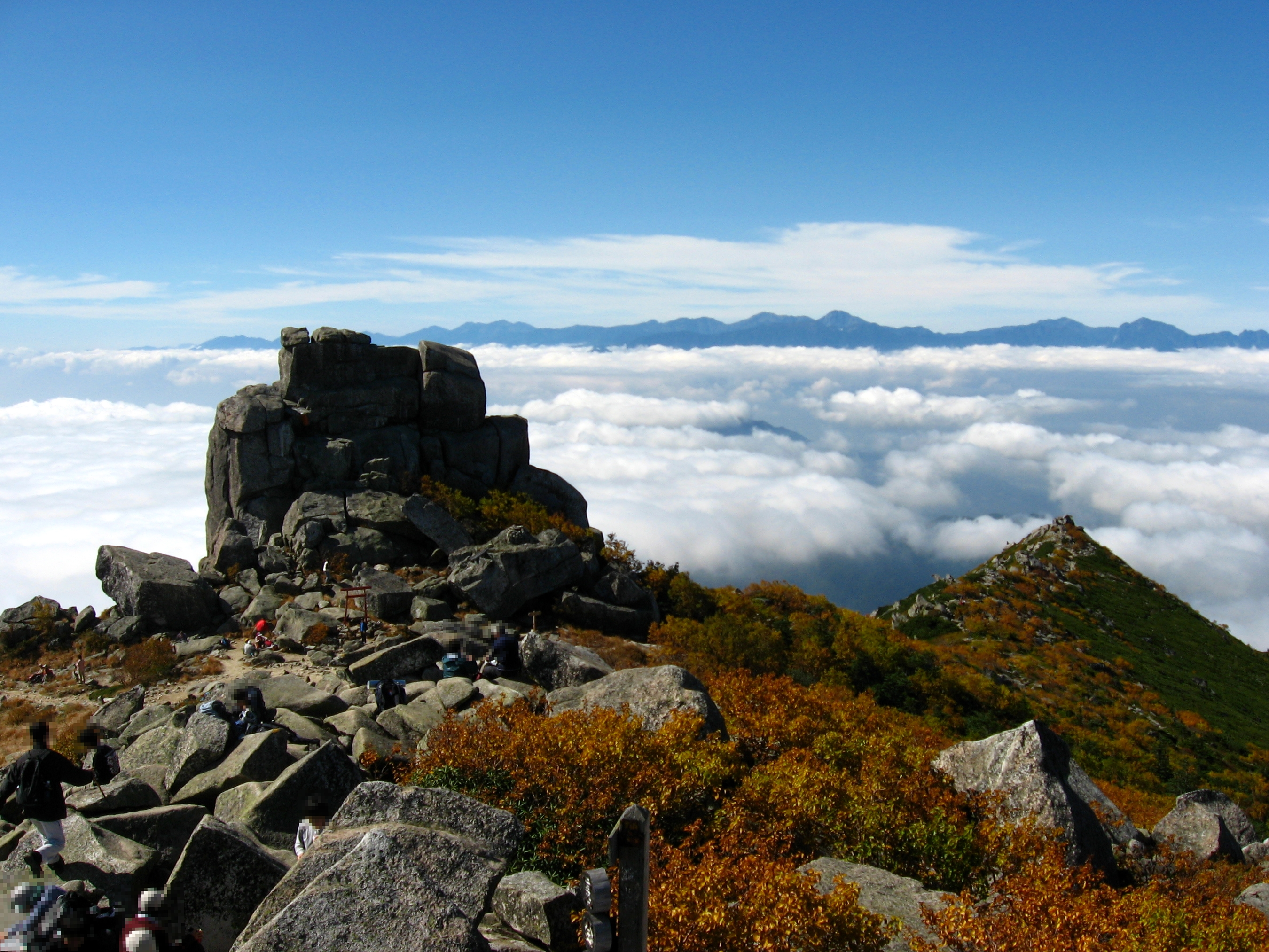
五丈岩（金峰山）

また、富士山や八ヶ岳、金峰山など甲府盆地の周囲に高峻な山々が連なる甲斐国では古来から山岳信仰があったが、天台・真言密教は山岳信仰にも影響を与え修験道が成立する。特に役行者により始められたと伝わる富士信仰や金峰山信仰はその代表的なもので、富士山麓には修験道に関わる行場があり、修験道と関係して創建された円楽寺（甲府市）には役行者像が伝わる。金峰山においても修験道関係の遺構や遺物が存在している。

### 甲斐源氏の台頭と浄土信仰
平安中期には末法思想の影響により阿弥陀浄土を希求する浄土信仰が盛んになり、書写した教典を土中に埋納する経塚の造営が貴族層により行われはじめた。
甲斐国では平安後期に常陸国から源義清・清光が市河荘に配流され、義清の一族である甲斐源氏は甲府盆地各地へ荘園管理者として土着する。八幡神を氏神とする甲斐源氏は勢力拡大とともに盆地各地で八幡神を勧請して八幡神社を造営しているが、神仏習合の影響を受けて阿弥陀如来が八幡神の本地仏として信仰されるようになると甲斐源氏の間でも阿弥陀信仰が広まる。
甲斐源氏の一族は盆地各地で寺院を創建し、源義光（新羅三郎）を開祖とする大聖寺（南巨摩郡身延町）や、甲斐源氏の棟梁である武田信義が創建した願成寺（韮崎市神山地区）、安田義定が創建し寺内には阿弥陀堂があったといわれる放光寺（甲州市塩山地域）などがある。平安後期の阿弥陀如来像では願成寺の像や旧北宮地村（韮崎市）大仏堂に安置されていたと伝わる甲斐善光寺（甲府市）に伝わる旧天台寺院所蔵の阿弥陀如来像が代表格で、絵画では大聖寺や一蓮寺（甲府市）に伝わる浄土曼陀羅図が知られる。
甲斐国における経塚造営は、古代豪族三枝氏により造営され康和5年（1103年）在銘経筒が出土した柏尾山経塚（甲州市勝沼地域）や、三河国司藤原顕長により身延山地の篠井山に造営され「顕長」の名や久寿2年（1155年）の在銘のある渥美窯の短頸壺が現存している篠井山経塚（南巨摩郡南部町）などがある。平安後期には甲斐源氏の台頭により経塚の造営主も武家層に移り、一の森経塚（甲府市）や秋山経塚（南アルプス市）などが造営されている。

## 中世
鎌倉時代には天台・真言の旧仏教に対して、大陸からの渡来僧や留学僧による新仏教の流入や、旧仏教側からの旧弊打破などにより諸宗派が興隆し、これらは鎌倉新仏教と呼ばれる。鎌倉新仏教には大陸から伝来した臨済宗・曹洞宗などの禅宗や、法然・親鸞の浄土宗、一遍の時宗、日蓮の法華宗（日蓮宗）などの様々な宗派があり、それぞれの創始者は祖師と呼ばれる。
甲斐国は東国の政治的中心地であり鎌倉新仏教の信仰拠点であった鎌倉に近く、鎌倉新仏教は一般民衆を信仰基盤とし、都市と都市を結ぶ街道に沿って展開したことから甲斐においても広まり、また領主層においても甲斐源氏の一族は鎌倉初期に源頼朝の粛清により衰微したものの、残存した甲斐源氏の一族が新興の鎌倉新仏教に帰依したことにより諸宗派が定着する。
また、古くから甲斐は山岳信仰に象徴される霊場であったこともあり甲斐国は鎌倉新仏教の展開において信仰拠点となり、各宗派の祖師とも関わりが深い。

### 時宗

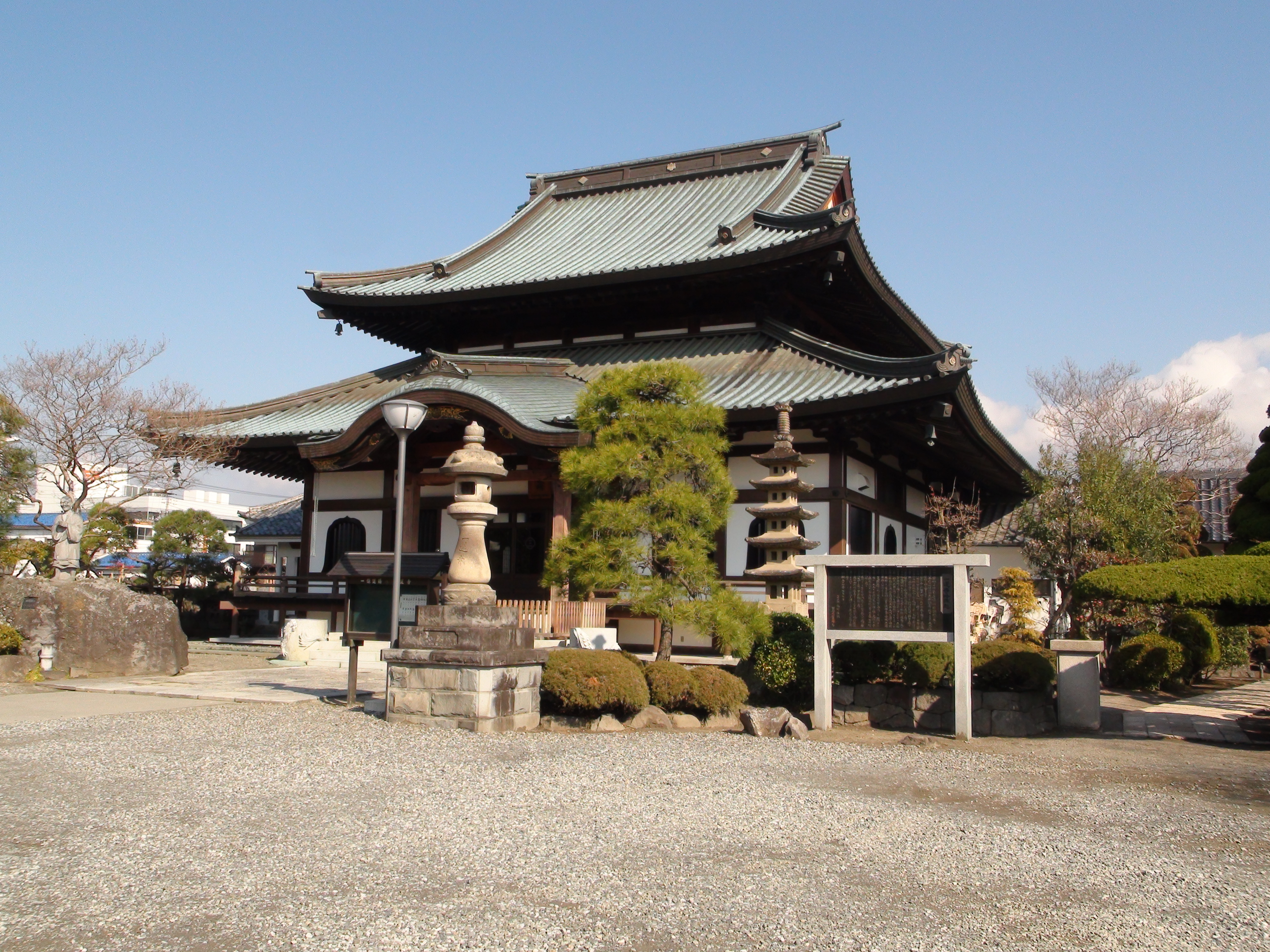
一蓮寺

時宗を創始した一遍智真（1239年-1289年）は諸国を遍歴し遊行を行い、信濃国佐久郡伴野荘で踊念仏を開始する。甲斐国には二世他阿真教（1237年-1319年）によりもたらされ、一蓮寺（甲府市太田町）をはじめ長泉寺（北杜市須玉町）、一行寺（笛吹市春日居町桑戸）、九品寺（笛吹市御坂町成田）、称願寺（笛吹市御坂町黒駒）、西念寺（富士吉田市）などの寺院が創建されている。真教は一遍没後に諸国を遊行し、神奈川県の清浄光寺などに写本が伝来する「遊行上人縁起絵」には甲斐国を遊行する真教が描かれている。
「遊行上人縁起絵」巻7には中河（笛吹市石和町）で和歌を書き与える姿が描かれ、巻8では小笠原道場（南アルプス市小笠原）で説法中に乱入した日蓮宗徒と法論を行う場面や、御坂峠を越え河口（富士河口湖町）に至り、同行した板垣入道と別れ相模国へ至り、持仏堂に篭った板垣入道が真教の御影を前に往生を遂げる場面が描かれている。
「遊行上人縁起絵」詞書には年紀が記されていないため真教の甲斐国遊行の時期やルートは不明であるが、甲斐の時宗寺院はおおむね「遊行上人縁起絵」に記されるルート上に立地している。
真教は甲斐国遊行前に北陸地方から信濃国へ至り、永仁2年に(1294年）信濃善光寺を参籠し、一遍ゆかりの佐久郡伴野荘で歳末別事を催している事情から、甲斐国へは永仁3年に巨摩郡北部から入国した可能性が考えられている。
真教の遊行に助力したのが甲斐源氏の一族で、甲斐一条氏の一条時信は真教に帰依し、弟の宗信（法阿弥陀仏朔日）が弟子となり正和元年（1312年）に一蓮寺が創建される。また、「遊行上人縁起絵」に描かれる板垣入道も武田信義の子板垣兼信の子孫であると考えられている。

### 日蓮宗

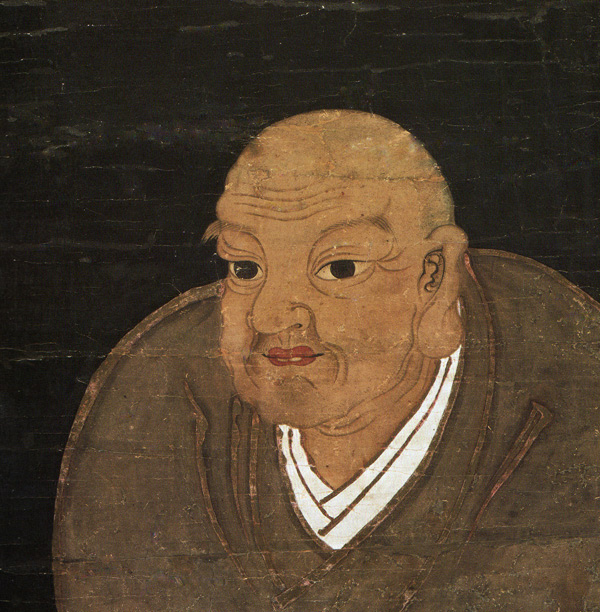
波木井御影

日蓮宗を開いた日蓮（1222年 - 1282年）は安房国長狭郡東条郷（千葉県鴨川市）の生まれで、生家に近い清澄寺で出家し、比叡山をはじめ京都・奈良の諸大寺や高野山で学んだ。日蓮は法華経を重視し、鎌倉で布教活動を行い、既成教団や浄土宗を批判し、文応元年（1260年）には執権・北条時頼に主著『立正安国論』を献じた。日蓮の主張は容れられず弾圧され、文永8年（1271年）には日蓮は伊豆・佐渡へ流罪となり、文永11年（1274年）には許されて鎌倉へ戻る。
鎌倉へ戻ると御内人の平頼綱に諸宗派による祈祷の中止を進言するがこれも容れられず、同年5月には甲斐源氏の一族である地頭波木井実長の招聘により甲斐国波木井郷（身延町）へ赴いた。日蓮は身延に草庵を構え、弘安5年（1282年）までの8年半を身延で過ごし、この間に多くの書簡や曼荼羅本尊を記している。弘安5年8月には身延を離れ常陸へ向かうが、同年8月に武蔵国池上の地で死去する。
日蓮の没後、身延山久遠寺は日蓮宗の総本山として発展する。

## 近世

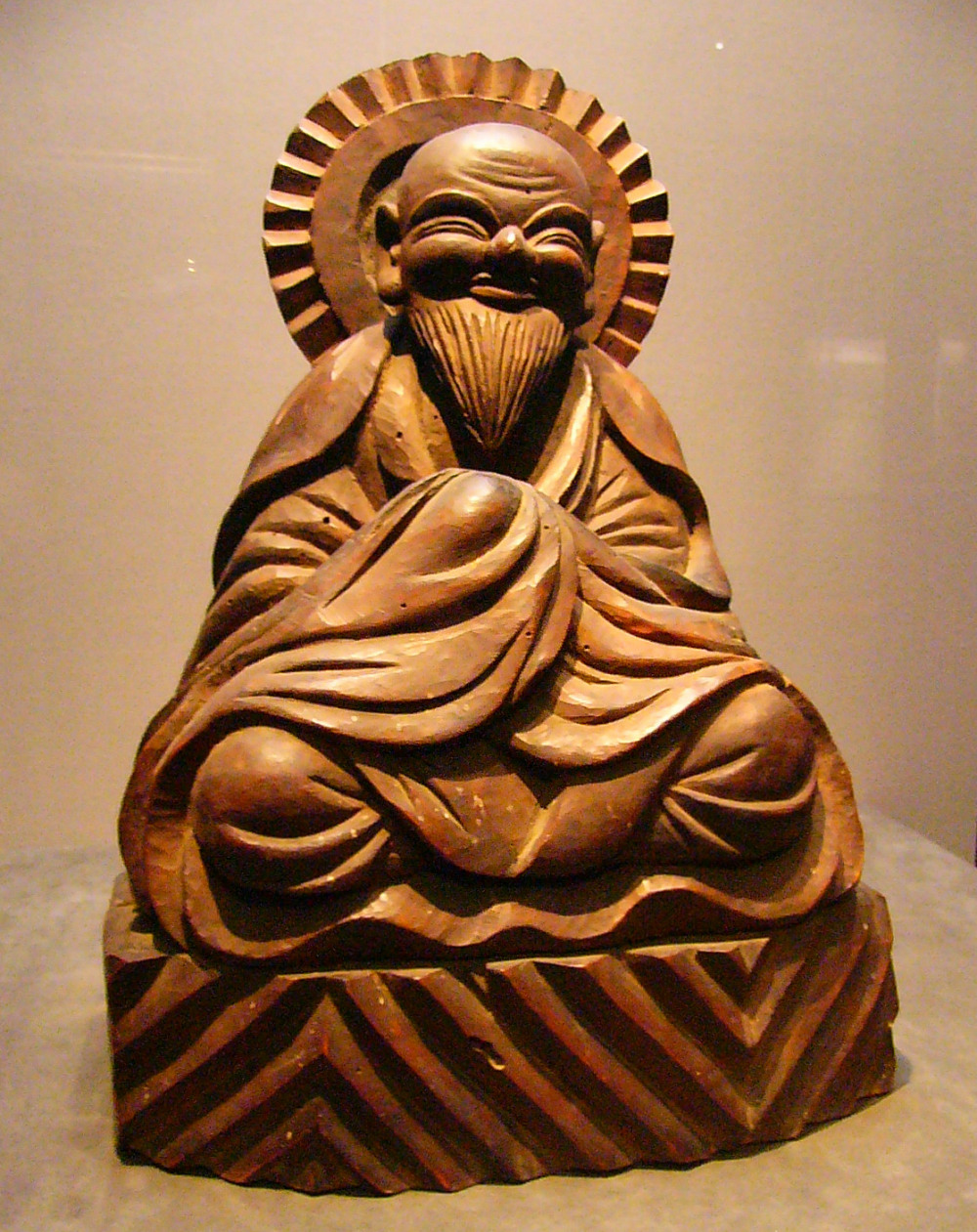
木喰仏

近世には中世までの諸宗派に対して民間信仰に根ざした仏教も流布され、甲斐国丸畑村（身延町）出身の木喰（行道、明満）は北海道をはじめ日本各地を廻国して造仏活動を行い、微笑仏と呼ばれる木彫の仏像を数多く残している。
また、木喰の弟子である甲斐上萩原村出身（甲州市）の木食白道も同様に造仏活動を行っている。